# La bella Antonia, prima monica e poi dimonia
La bella Antonia, prima monica e poi dimonia è un film del 1972 diretto da Mariano Laurenti.
Pellicola di genere commedia sexy all'italiana con soggetto e sceneggiatura di Carlo Veo.

## Trama
La bella Antonia non può sposare Fosco, poiché l'avaro padre rifiuta la dote, e decide perciò di farsi suora. Alla fine riuscirà a sposare Fosco, tradendolo lo stesso giorno del matrimonio.

## Produzione

### Riprese
Alcune scene degli esterni sono state girate a Gubbio.

## Colonna sonora
Piero Focaccia, alla sua seconda e ultima prova d'attore, interpreta anche la canzone dei titoli di testa e di coda, La mutanda-nda, scritta da Dino Verde e Berto Pisano.